# Alexis Damour
Pour les articles homonymes, voir Damour.
Augustin Alexis Damour est un minéralogiste français né dans l'ancien 11e arrondissement de Paris le 19 juillet 1808 et mort dans cette même ville dans le 9e arrondissement le 22 septembre 1902.

## Biographie
Après une formation de droit, il poursuit une carrière administrative notamment au ministère des affaires étrangères, jusqu'en 1853. Mais sa passion est la minéralogie et en autodidacte il se consacre à l’analyse chimique des minéraux. Il commence ainsi une deuxième carrière, avec de multiples publications.
On lui doit également quelques publications sur la préhistoire.
Il préside la Société Géologique de France en 1857 et la Société française de minéralogie et de cristallographie en 1880.
Il est inhumé le 25 septembre 1902 au cimetière de Montmartre (division 26).

## Espèces minérales décrites
On lui doit la description de nombreuses espèces minérales, seul ou associé à d’autres savants :
- Alluaudite (1848)
- Bertrandite (1883)
- Descloizite (1854)
- Dufrénite (Brongniart 1833)
- Dufrénoysite (1845)
- Faujasite (1842)
- Goyazite (1884)
- Hydroapatite (1856; déclassée synonyme de phosphorite)
- Jadéite (1863 ; il la différencie de la néphrite, démontrant que le jade recouvre en fait deux espèces minérales distinctes[5],[6])
- Jacobsite (1869)
- Jéréméjévite (1883)
- Kentrolite (1880 ; avec Gerhard vom Rath)
- Roméite (en) ou Roméine (1841)
- Trippkéite (1880 ; avec Gerhard vom Rath)
- Vietinghofite (1877 ; décrite avec le minéralogiste V. Lomonosov elle est déclassée comme variété de samarskite)
- Zincaluminite (1881)

Une variété de muscovite lui a été dédiée par Achille Delesse : la damourite.

## Galerie

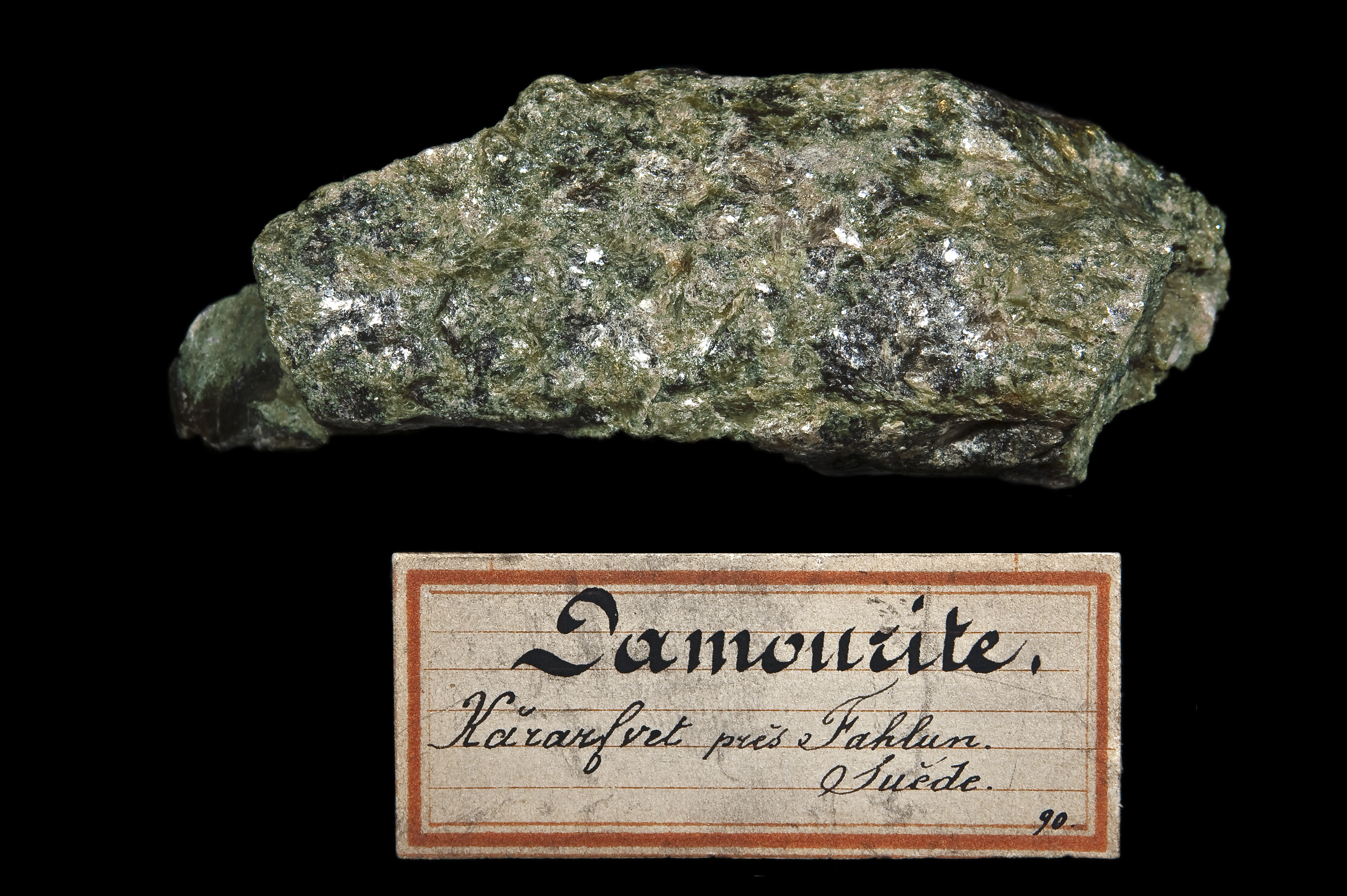
Damourite - Kårarvet, Suède - (8 cm)
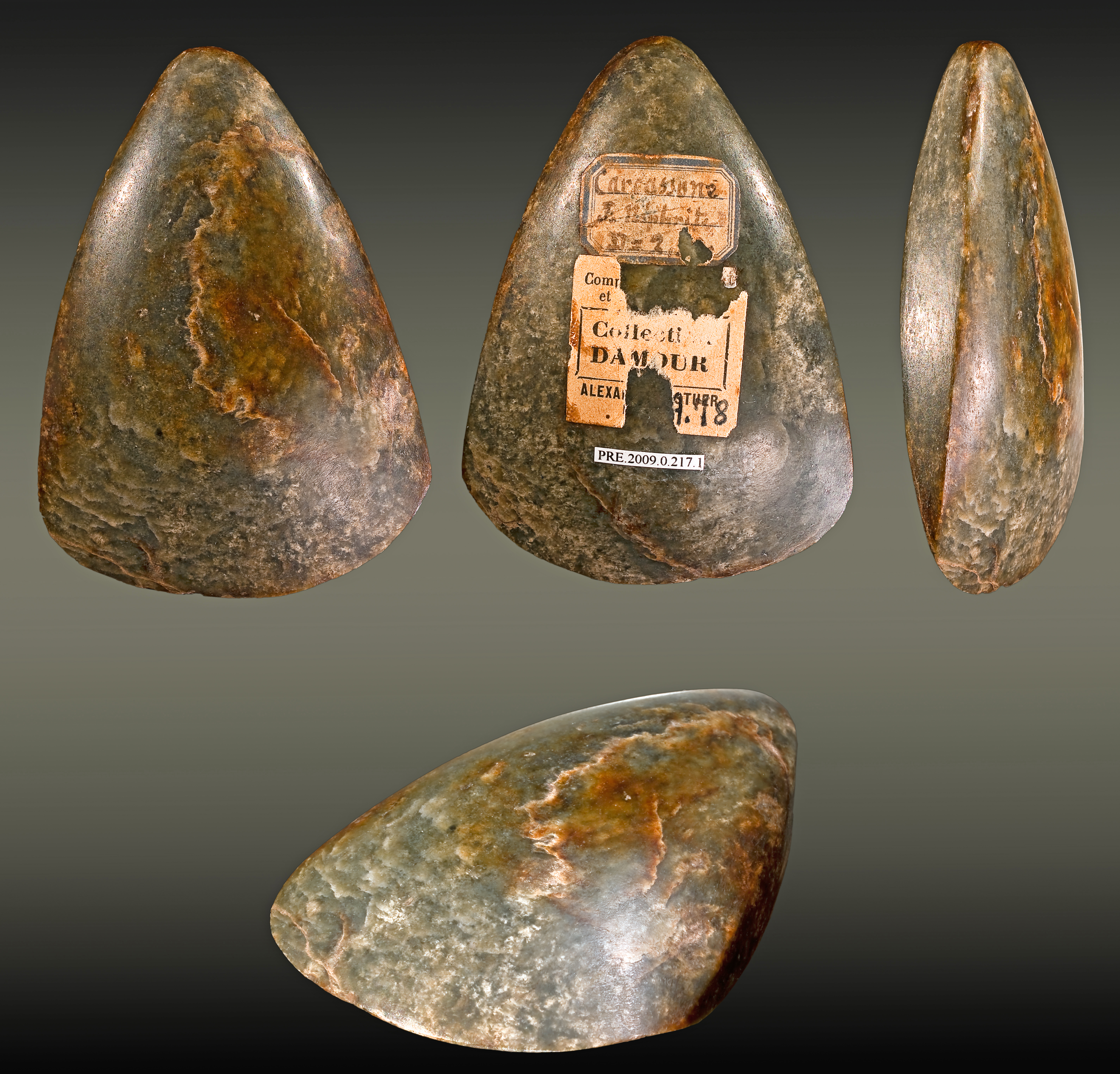
Hache polie néolithique en néphrite – Carcassonne – Muséum de Toulouse
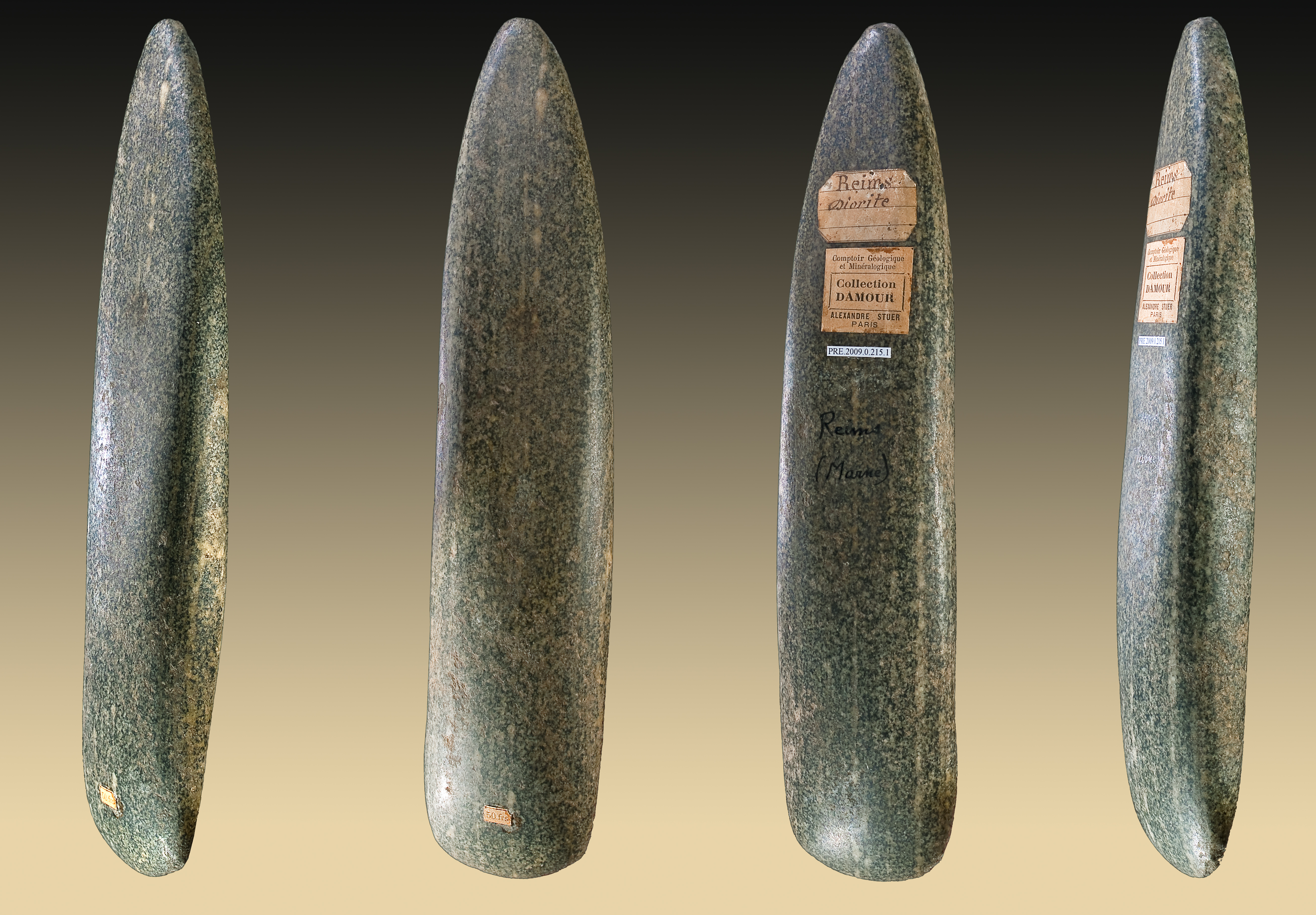
Hache polie en diorite néolithique – Reims – Muséum de Toulouse
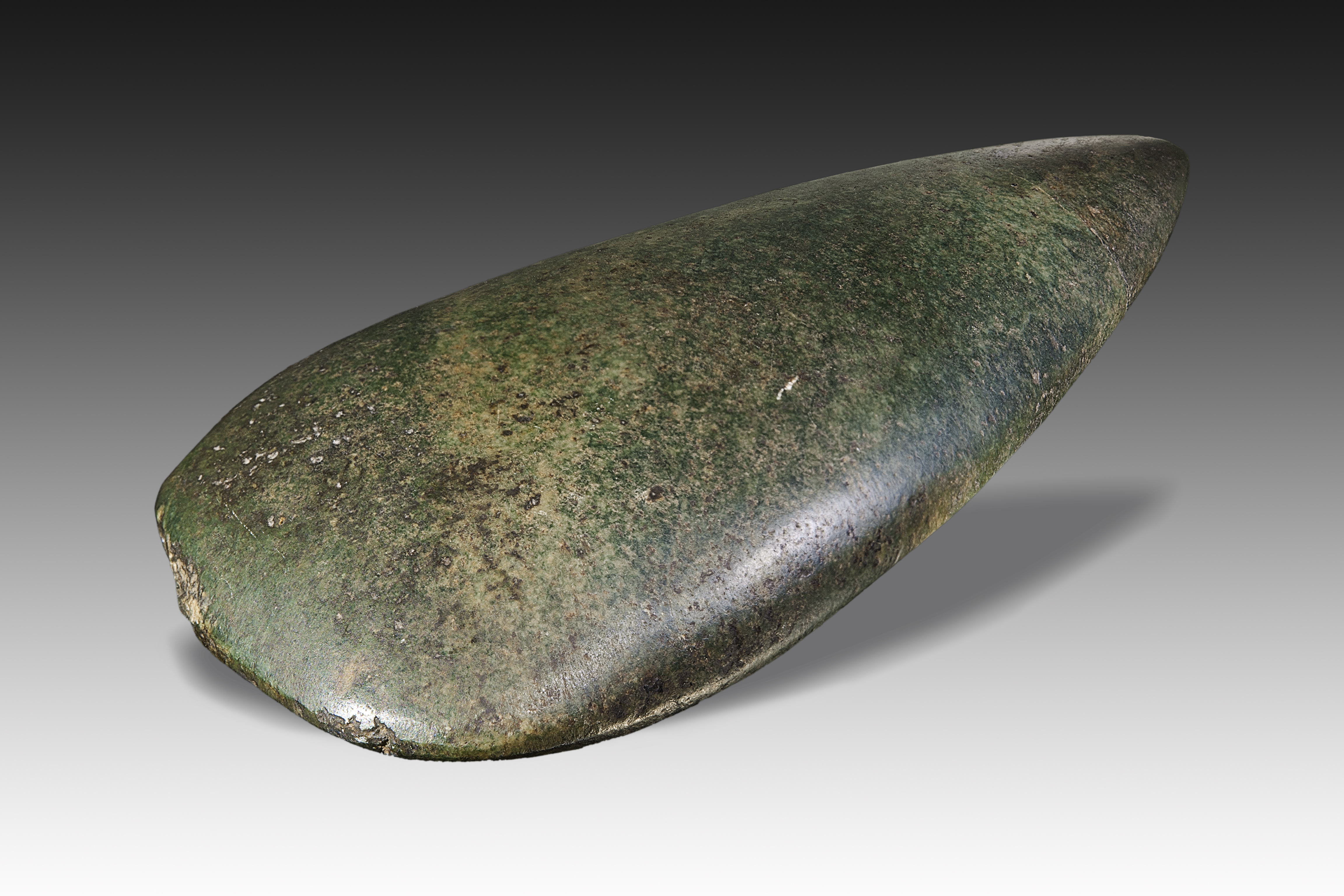
Hache néolithique en éclogite - Muséum de Toulouse